# Paolo Orsini (1450–1503)
Paolo Orsini (* 1450 in Città della Pieve; † 18. Januar 1503 ebendort) war ein italienischer Condottiere, Marchese von Atripalda und Herr von Mentana, Palombara Sabina und Selci.

Wappen der Orsini di Bracciano

## Leben
Paolo war der leibliche Sohn von Kardinal Latino Orsini, der dem Zweig der Herzöge von Bracciano angehörte, und einer unbekannten Mutter. Der Kardinal legitimierte ihn, um das Familienerbe zu beschützen.
Als tapferer Condottiere stand er im Dienste des Kirchenstaates, des Königs des Königreichs Neapel, Ferdinand von Aragon, und der Republik Florenz. Als Befehlshaber der päpstlichen Garde versuchte er im Jahr 1485, zusammen mit seinem Cousin Virginio, Rom einzunehmen. Als er erfuhr, dass der Gesundheitszustand von Papst Innozenz VIII. nicht mehr besorgniserregend war, zog er sich zurück, kämpfte aber weiterhin gegen den Kirchenstaat. 1496 wurde er nach einem verlorenen Kampf gefangen genommen und vom Papst eingekerkert. Erst im folgenden Jahr wurde er von seiner Familie, nach einer Zahlung von 50.000 Dukaten an den Papst, frei gelassen.
Später versöhnte er sich mit dem Papst Alexander VI. und stand an der Seite von Cesare Borgia (genannt Il Valentino), der Bologna erobern wollte.

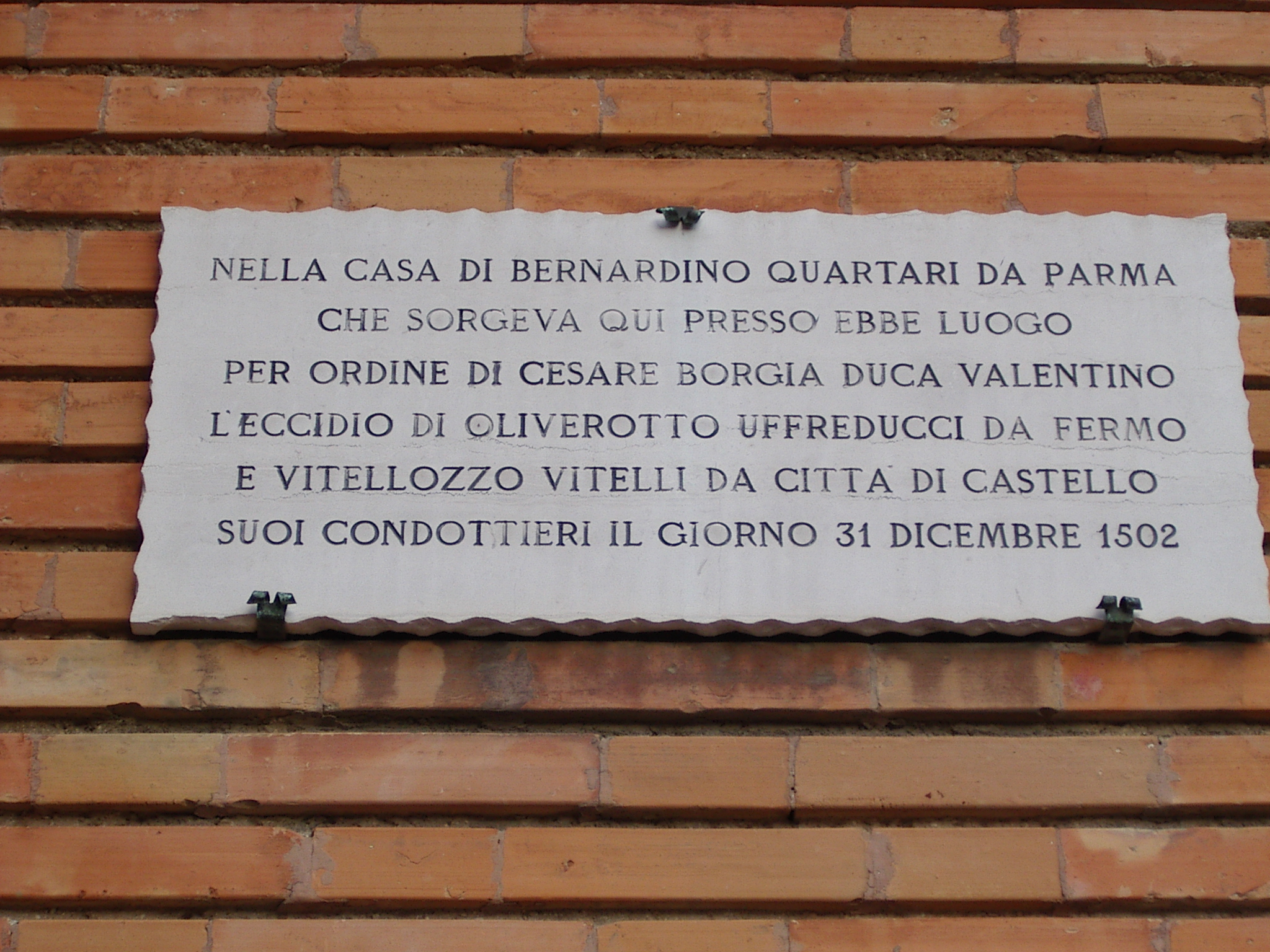
Gedenktafel zur Erinnerung an das Massaker von Senigallia

Nach der Eroberung des Herzogtum Urbino durch Valentino begann er gegen die Borgia zu intrigieren, da er um seinen Besitz fürchtete. Nach einer gewonnenen Schlacht gegen die päpstliche Miliz versuchte er sich mit Herzog Valentino zu einigen und Paolo Orsini kehrte wieder in den päpstlichen Sold zurück. Nach der Einnahme von Senigallia ließ Valentino vier Adlige durch eine List verhaften, deren Beseitigung er wegen ihrer Beteiligung an der Magione-Verschwörung anstrebte. Vitellozzo Vitelli und Oliverotto da Fermo wurden am 31. Dezember 1502 vom Meuchelmörder Michelotto Corella ermordet. Der 4. Herzog von Gravina Francesco Orsini, Sohn von Raimondo Orsini, und sein Cousin Paolo wurden nach Città della Pieve gebracht, wo sie am 18. Januar 1503 durch Strangulation starben. Die Ermordung der vier Adligen ging als das Massaker von Senigallia in die Geschichte ein.
Der Florentiner Schriftsteller Niccolò Machiavelli schrieb 1503 eine Abhandlung mit dem Titel „Descrizione del modo tenuto dal Duca Valentino nello ammazzare Vitellozzo Vitelli, Oliverotto da Fermo, il Signor Pagolo e il duca di Gravina Orsini“ (Beschreibung der Art und Weise, wie Herzog Valentino Vitellozzo Vitelli, Oliverotto da Fermo, Signor Pagolo und den Herzog von Gravina Orsini tötete).

## Abstammung
Paolo Orsini heiratete in erster Ehe Francesca Della Valle und dann 1473 in zweiter Ehe Giulia Santacroce. Er hatte vier Kinder::
- Fabio (1476–1504), Condottiero, der Geronima Borgia heiratete
- Camillo (1492–1559), Condottiero und Politiker, der Brigida Orsini heiratete
- Porzia, die den Condottiero Vitellozzo Vitelli heiratete
- Roberto (?–1525), Erzbischof von Reggio Calabria und apostolischer Nuntius in Böhmen, Polen und Ungarn.